# Zielononóżka kuropatwiana

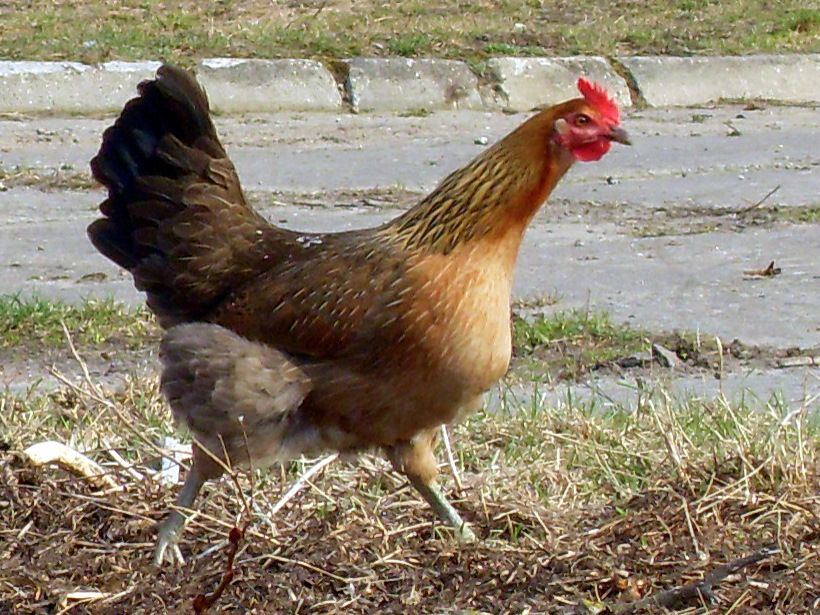
Kura

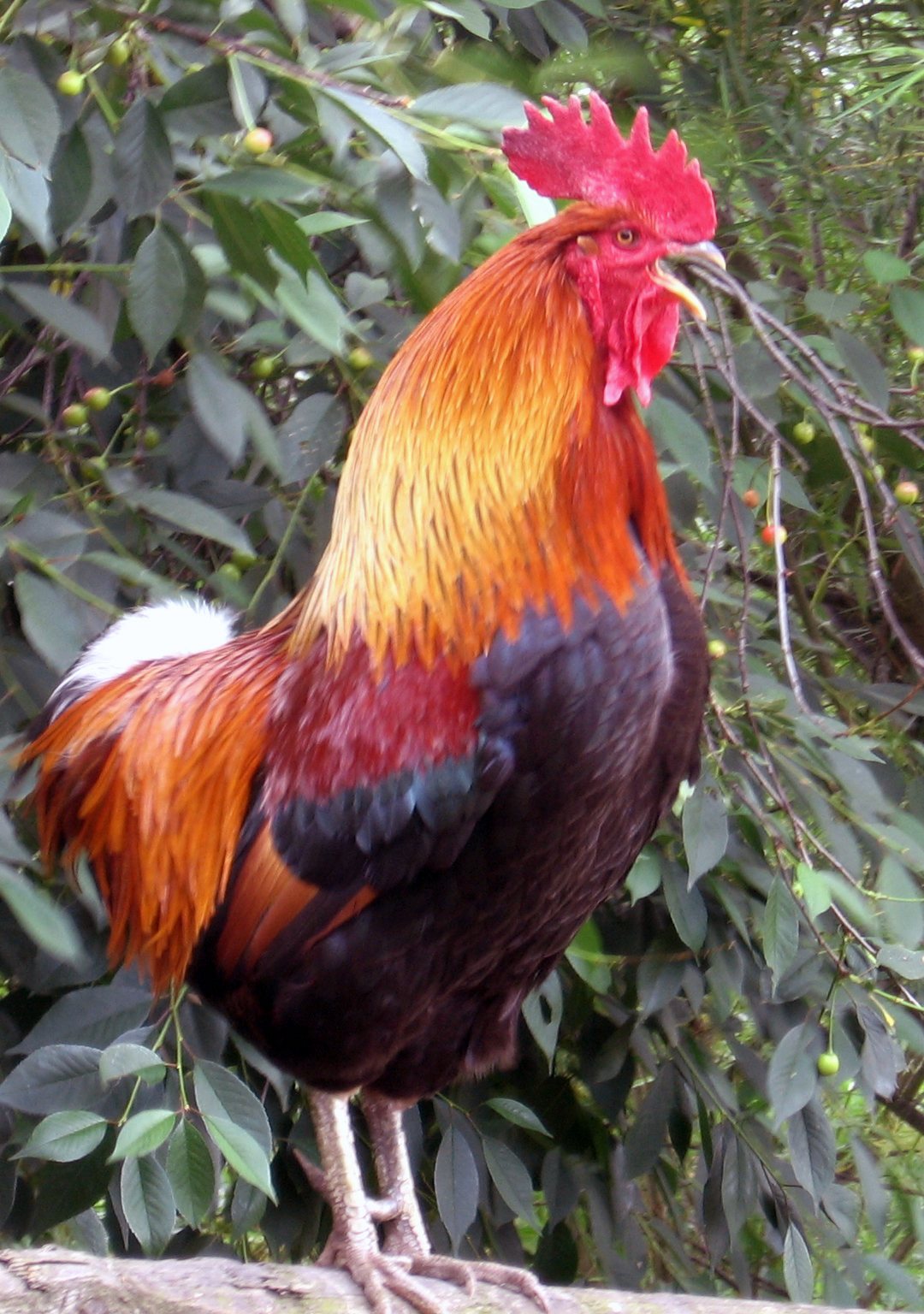
Kogut

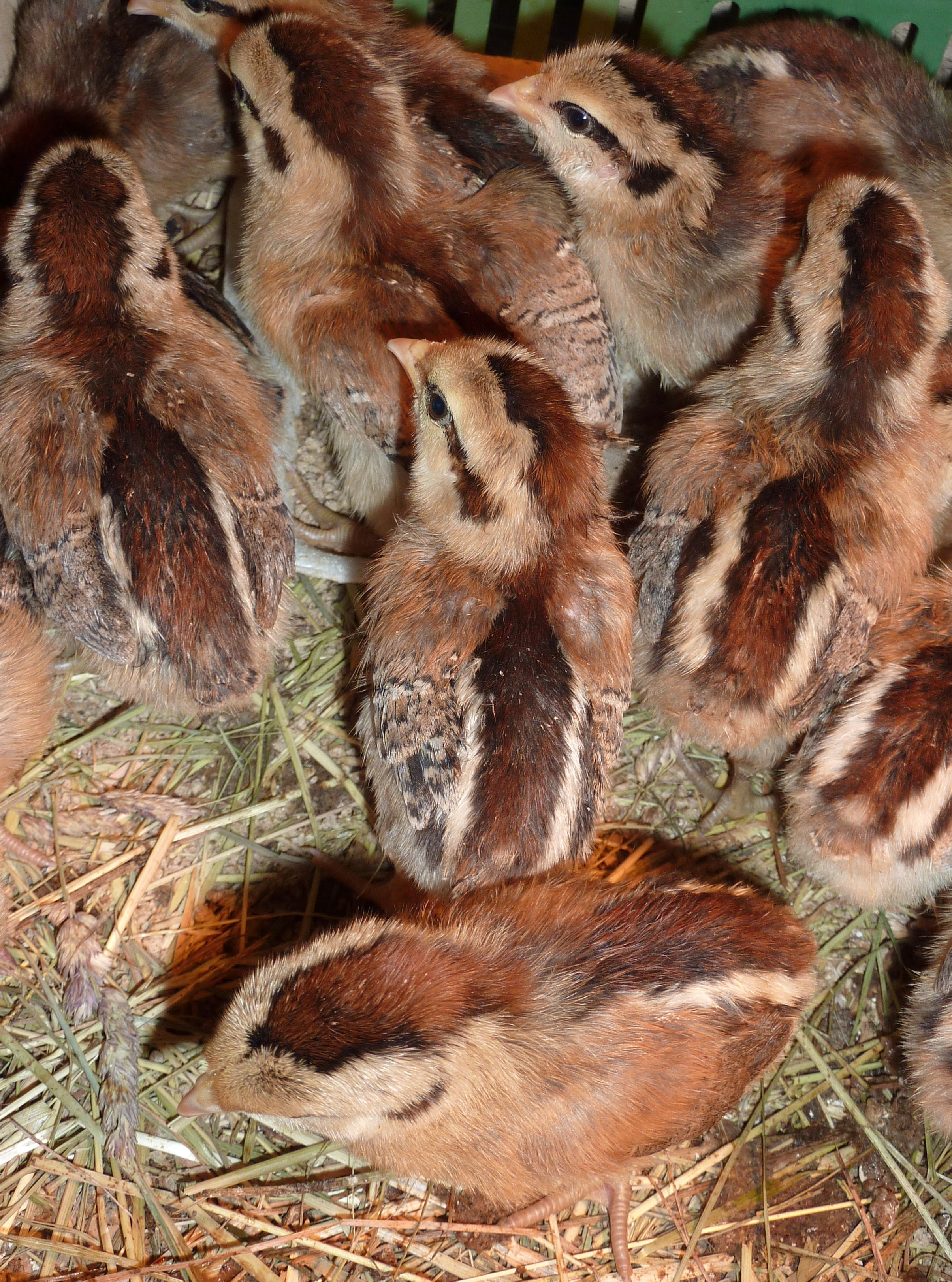
Pisklęta

Zielononóżka kuropatwiana – polska rasa kur ogólnoużytkowych. 

## Pochodzenie
W 1899 dr Bronisław Obfidowicz jako pierwszy wyszukał i opisał rasę dawnych kur polskich pod nazwą zielononóżka kuropatwiana (tzw. „polska zielononóżka”) w czasopiśmie „Hodowca Drobiu” w 1899 roku (w większości współczesnych publikacji podano datę 1879)), wspomagając tym samym starania C. K. Towarzystwa Rolniczego z Krakowa ukierunkowane na odnalezienie jednolitego typu kury krajowej.
W 1923 roku ustalono w Polsce wzorzec tej rasy. Pod koniec lat sześćdziesiątych XX wieku stanowiła 30% stanu pogłowia kur. Obecnie rasa ta występuje w stadach zachowawczych i hodowlach amatorskich. 
Uważa się, że jest to stara rasa, bardziej podobna do dzikiego przodka kury domowej - kura bankiwa niż większości współczesnych odmian kur.
Z wyglądu przypomina kurę czeską. Jest jednak od niej nieco cięższa i składa więcej jaj. Pisklęta tych dwóch ras różnią się barwą puchu.

## Opis cech

### Wygląd
Koguty ważą 2,2–2,7 kg, zaś kury 1,8–2,3 kg. 
Ubarwienie kogutów zasadniczo różni się od skromnego ubarwienia kur. Kogut ma duży, pojedynczy grzebień, policzki i zausznice są czerwone, oczy o pomarańczowej tęczówce. Pióra na piersi, brzuchu, udach oraz pokrywy skrzydeł są czarne. Sterówki oraz sierpówki ogona są metalicznie czarne z zielonkawym połyskiem. Grzywa i siodło pomarańczowe. Skok nagi, zielony, u starszych osobników szarozielony. Występuje także forma albinotyczna.

### Zastosowanie
Rasa nie nadaje się do chowu wielkostadnego. W stadach większych niż 50 sztuk przejawia zdolności do kanibalizmu i pterofagii. Nadaje się do chowu w małych stadach gospodarskich (do własnego użytku).

### Nieśność
Dojrzałość płciową kury osiągają w wieku sześciu miesięcy. Nieśność to 140–180 jaj rocznie.

### Jaja
Jaja od kur zielononóżek mają w przybliżeniu o 30% mniejszą zawartość cholesterolu niż jaja innych ras kur, zawierają mniej cholesterolu LDL o ok. 14% oraz ok. 10-12% więcej cholesterolu HDL. W porównaniu z jajkami innych kur niosek zawierają  mniej alergenów ze względu na niższą zwartość białka o ok. 11% a większą żółtka o ok. 6% a procentowy stosunek wagi żółtka do wagi białka w jajkach kury zielononóżki wynosi ok. 50%, natomiast rasy Lohmann Brown 39%.  Stosunek kwasów tłuszczowych omega 3 do kwasów omega 6, jest zdecydowanie lepszy niż w żółtkach komercyjnych jaj i oscyluje na poziomie 1:9 (w komercyjne jajach jest dwukrotnie więcej kwasów omega 6). Dodatkowo zawartość kwasu ALA jest 2-3 krotnie wyższa a kwasu DHA jest ok. dwukrotnie więcej niż np.: w jajach kur rasy Lohmann Brown. Kolor skorupki jest biały lub białokremowy.